# UFC sur ESPN : Sandhagen contre Figueiredo
UFC Fight Night: Sandhagen vs. Figueiredo (également connu sous le nom d'UFC sur ESPN 67 et UFC sur ESPN+ 114) est un événement d'arts martiaux mixtes produit par l'Ultimate Fighting Championship qui s'est tenu le 3 mai 2025 à la Wells Fargo Arena à Des Moines, Iowa, États-Unis.

## Contexte
L'événement consituait les débuts de la promotion à Des Moines et la première visite dans l'État de l'Iowa depuis l'UFC 26 en juin 2000. 
Un combat de poids coq entre l'ancien challenger intérimaire du championnat des poids coq de l'UFC, Cory Sandhagen, et l'ancien double champion des poids mouches de l'UFC, Deiveson Figueiredo, a été la tête d'affiche de l'événement. 
Un combat de poids coq entre l'ancien challenger du championnat des poids coq de l'UFC Marlon Vera et Mario Bautista était prévu pour cet événement. Cependant, le combat a été déplacé à l'UFC 316 pour des raisons inconnues. 
Un combat poids plume entre Trevor Peek et Lee Jeong-yeong était prévu pour cet événement. Cependant, Peek s'est retiré du combat en raison d'une jambe fracturée et le combat a ensuite été annulé car Lee a été reprogrammé contre un autre adversaire à l'UFC 315,. 
Junior Tafa devait affronter Tuco Tokkos dans un combat lourd-léger lors de la carte principale. Cependant, Tafa s'est retiré fin avril en raison d'une blessure. Par la suite, la promotion a annoncé que Tokkos ne pouvait pas participer à cet événement, également en raison d'une blessure,.

## Résultats
| Carte de combat (ESPN2 / ESPN+)    | Carte de combat (ESPN2 / ESPN+) | Carte de combat (ESPN2 / ESPN+) | Carte de combat (ESPN2 / ESPN+) | Carte de combat (ESPN2 / ESPN+)                | Carte de combat (ESPN2 / ESPN+) | Carte de combat (ESPN2 / ESPN+) | Carte de combat (ESPN2 / ESPN+) |
| Catégorie                          |                                 |                                 |                                 | Méthode                                        | Round                           | Chrono.                         | Notes                           |
| ---------------------------------- | ------------------------------- | ------------------------------- | ------------------------------- | ---------------------------------------------- | ------------------------------- | ------------------------------- | ------------------------------- |
| Poids Coq                          | Cory Sandhagen                  | déf.                            | Deiveson Figueiredo             | TKO (blessure au genou)                        | 2                               | 4:08                            |                                 |
| Poids Moyens                       | Reinier de Ridder               | déf.                            | Bo Nickal                       | TKO (genoux)                                   | 2                               | 1:53                            |                                 |
| Poids Welter                       | Daniel Rodriguez                | déf.                            | Santiago Ponzinibbio            | TKO (poings)                                   | 3                               | 1:12                            |                                 |
| Poids Coq                          | Montel Jackson                  | déf.                            | Daniel Marcos                   | Décision (unanime) (30–27, 30–27, 30–27)       | 3                               | 5:00                            |                                 |
| Poids Coq                          | Serhiy Sidey                    | déf.                            | Cameron Smotherman              | Décision (unanime) (30–27, 29–28, 29–28)       | 3                               | 5:00                            |                                 |
| Poids Légers                       | Mason Jones                     | déf.                            | Jeremy Stephens                 | Décision (unanime) (30–27, 30–27, 30–27)       | 3                               | 5:00                            |                                 |
| Carte préliminaire (ESPN2 / ESPN+) |                                 |                                 |                                 |                                                |                                 |                                 |                                 |
| Poids Coq Femmes                   | Yana Santos                     | déf.                            | Miesha Tate                     | Décision (unanime) (29–28, 29–28, 29–28)       | 3                               | 5:00                            |                                 |
| Poids Moyens                       | Azamat Bekoev                   | déf.                            | Ryan Loder                      | TKO (poings)                                   | 1                               | 2:44                            |                                 |
| Poids Pailles Femmes               | Gillian Robertson               | déf.                            | Marina Rodriguez                | TKO (poings)                                   | 2                               | 2:07                            |                                 |
| Poids Coq                          | Quang Le                        | déf.                            | Gaston Bolaños                  | Soumission technique (étranglement rear-naked) | 2                               | 1:54                            |                                 |
| Poids Lourds                       | Thomas Petersen                 | déf.                            | Don'Tale Mayes                  | Décision (unanime) (30–25, 30–26, 30–26)       | 3                               | 5:00                            |                                 |
| Poids Mouches Femmes               | Juliana Miller                  | déf.                            | Ivana Petrović                  | Décision (unanime) (29–28, 29–28, 29–28)       | 3                               | 5:00                            |                                 |

## Récompenses bonus
Les combattants suivants ont reçu chacun un bonus de 50 000$ :
- Combat de la soirée : aucun bonus attrbué
- Performance de la soirée : Cory Sandhagen, Reinier de Ridder, Azamat Bekoev, et Quang Le